# Hetefernebti
| nbty | Htp · Hr |

Hetefernebti je bila egipatska kraljica supruga iz 3. dinastije.

## Životopis
Hetefernebti je bila kćer Kasekemuija i Nimaetap, sestra Džozera i Ineitkaues. Njezin je otac bio zadnji vladar 2. dinastije, te je Hetefernebti rođena u toj dinastiji. Ineitkaues se udala za Sanakta, te je on osnovao 3. dinastiju. 
Nakon Sanaktove smrti, kralj je postao Džozer, koji je oženio Hetefernebti. Ona mu je bila jedina žena. Poznata je jedna njihova kći - Ineitkaes. Moguće je da su imali još jednu kćer.
Zvana je "kraljeva kćer", "ona koja gleda Horusa" (svog brata i muža) i "velika od žezla". 

## Spominjanje
Blizu Džozerove piramide u Sakari pronađena je stela na kojoj su prikazane Hetefernebti i Ineitkaes. Kraj njihovih su likova ispisana njihova imena. Na steli je Hetefernebti prikazana desno od kćeri, jer ju štiti, a tu je i treća žena, koja je vjerojatno također bila kćer Džozera i Hetefernebti. 

## Vanjske poveznice
Tko je tko u drevnom Egiptu - Hetefernebti